# Donnerstag-Gesellschaft (Alfter)

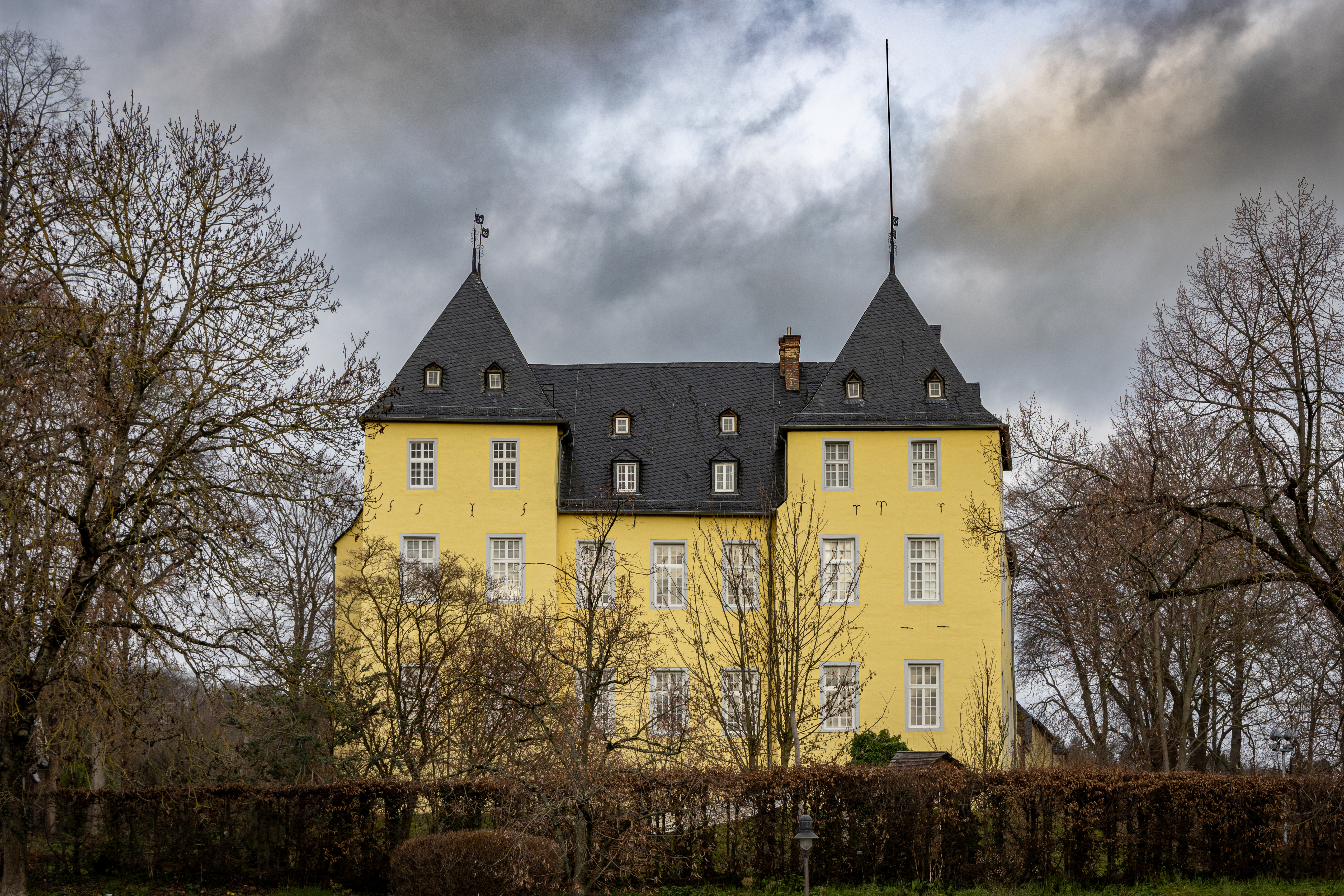
Schloss Alfter

Die Donnerstag-Gesellschaft in Alfter war eine Kultur- und Kunstinitiative, in deren Rahmen von 1947 bis 1950 regelmäßig im Schloss Alfter Lesungen, Konzerte, Vorträge und Ausstellungen zu Kunst und Philosophie veranstaltet wurden.

## Geschichte
Anfang 1947 organisierten Künstler und Kunstinteressierte um die nach dem Zweiten Weltkrieg in das Rheinland gezogenen abstrakten Maler Hubert Berke, Joseph Fassbender und Hann Trier eine lose Gruppe, um auf gemeinsamen Treffen interessierten Bürgern eine Plattform zur Auseinandersetzung mit Kunst, Kultur, Politik und Gesellschaft zu bieten. Die Idee zur Initiative entstand Ende 1946 auf einigen Treffen, die von dem Rechtsanwalt und späteren Vizelandrat des Rhein-Sieg-Kreises, Willi Weber (1906–1990), organisiert worden waren. Unterstützt wurden die Aktionen der Gruppe von Franz Fürst zu Salm-Reifferscheidt-Dyck und dessen Familie in Alfter, der für Veranstaltungen frühzeitig sein Anwesen zur Verfügung stellte. Mitorganisatoren der Gruppe waren die Kunstwissenschaftler Toni Feldenkirchen und Hermann Schnitzler.
Ein erster Vortrag von Otto H. Förster fand an einem Donnerstag, dem 23. Januar 1947 statt; vermutlich deshalb die Namensgebung. Die erste Veranstaltung auf Schloss Alfter war ein Vortrag von Gottlieb Söhngen zu „Augustinus, der Mensch der Zeitenwende“. Am 20. Juli wurde als erste große Ausstellungs-Veranstaltung der „Tag der Abstrakten Kunst“ organisiert. Nach einem Vortrag von Werner Haftmann („Der Künstler in der Zeit“) las Fritz Leo Liertz aus Werken von Kafka und Rilke sowie Rudolf Hagelstange eigene Texte. Die Pianistin Tiny Wirtz spielte eine Sonate von Paul Hindemith. Hermann Schnitzler hielt einen Lichtbildervortrag mit dem Titel „Picasso in uns selbst“. Die Ausstellung umfasste neben Arbeiten von Berke, Faßbender und Trier auch Werke von Eugen Batz, Georg Meistermann und Erich Müller-Kraus. Bereits im Februar d. J. hatte sich die Gesellschaft förmlich konstituiert, um als offizieller Veranstalter vor den Besatzungsbehörden auftreten zu können; eine Eintragung in das Vereinsregister erfolgte jedoch nicht. Für Einladungen an Gäste außerhalb des Sperrgebiets Alfter mussten Sondergenehmigungen bei der Polizei beantragt werden. Große Resonanz erfuhr die Kunstperformance „Die Fliegen“ nach Sartre im Jahr 1948. Während der Lesung wurden von Berke, Faßbender und Trier gefertigte, rußgeschwärzte Kratzbilder auf Glasplatten an die Wand des Saals projiziert. Aufgrund der hohen Gästeanzahl musste die Lesung wiederholt werden.
An den Veranstaltungen der Gesellschaft nahmen Dichter, Theaterkritiker, Kunstsachverständige, Musiker, Schauspieler, Politiker und interessierte Bürger teil. Darunter Elisabeth Langgässer, Käthe Augenstein, Rudolf Hagelstange, Ewald Mataré, Elisabeth Flickenschildt, Carlo Schmid, Werner Haftmann, Albert Schulze-Vellinghausen, Josef Pieper, Eberhard Welty oder Werner Höfer. Voraussetzung war eine persönliche Einladung. Zu den Mitgliedern der Gesellschaft gehörten neben Künstlern auch Kunstsammler und -händler, wie Josef Haubrich, Hans Carl Scheibler, Alex Vömel, Hella Nebelung, Werner Rusche, Peter Ludwig und Hans Melchers. Die Donnerstag-Gesellschaft war damit auch ein Treffpunkt des rheinischen Kunsthandels. Von Februar 1947 bis April 1950 wurden 34 Veranstaltungen durchgeführt. Trotz schwieriger Transportbedingungen der Zeit erschienen bis zu 200 Gäste. Die letzte Einladung der Donnerstag-Gesellschaft am Mittwoch, den 26. April 1950, betraf ein Konzert mit dem Cellisten Ludwig Hölscher.

## Mitglieder und Gäste
Es existiert eine handschriftliche Liste mit dem Titel „Mitglieder der Donnerstag-Gesellschaft zu Alfter“. Die Liste ist als Abdruck im Buch „Die Donnerstag-Gesellschaft Alfter 1947–1950“ abgebildet. Auf der Liste finden sich unter anderem folgenden Namen:
- August Adenauer (Jurist, Bruder von Konrad Adenauer)
- Käthe Augenstein (Fotografin)
- Carl Josef Barth (Maler)
- Emil Barth (Schriftsteller)
- Eugen Batz (Maler)
- Hubert Berke (Maler)
- Otto Bongartz (Architekt)
- Walter Braunfels (Komponist)
- Wolfgang Braunfels (Kunsthistoriker)
- Theo Burauen (Politiker)
- Hermann Claassen (Fotograf)
- Ursula Dietzsch-Kluth (Malerin)
- Hildegard Domizlaff (Bildhauerin)
- Willi Eichler (Journalist)
- Herbert Eimert (Komponist)
- Josef Faßbender (Maler)
- Elisabeth Flickenschildt (Schauspielerin)
- Otto H. Förster (Kunsthistoriker)
- Friedrich Gerke (Kunsthistoriker)
- Hildebrand Gurlitt (Kunstsammler)
- Wilhelm Hack (Kunstsammler)
- Wener Haftmann (Kunsthistoriker)
- Rudolf Hagelstange (Dichter)
- Hanns Hartmann (Intendant NWDR)
- Josef Haubrich (Kunstsammler)
- Walter Holzhausen (Kunsthistoriker und städtischer Museumsdirektor in Bonn)
- Werner Hörnemann (Autor)
- Josef Hoster (Kunsthistoriker und Kustos der Domschatzkammer in Köln)
- Pitter Janssen (Maler)
- Carl Oskar Jatho (Schriftsteller und Kunstkritiker)
- Elisabeth Langgässer (Schriftstellerin)
- Fritz Leo Liertz (Schauspieler)
- Georg Rudolf Lind (Romanist)
- Heinrich Lützeler (Kunsthistoriker)
- Herbert Maisch (Intendant Bühnen der Stadt Köln)
- Ewald Mataré (Maler)
- Georg Meistermann (Maler)
- Hella Nebelung (Galeristin)
- Leopold Reidenmeister (Kunsthistoriker)
- Fritz Ruempler (Architekt)
- Fürst Franz Joseph Salm-Reifferscheidt
- Hans Carl Scheibler (Kunstmäzen)
- Hermann Schnitzler (Kunsthistoriker)
- Albert Schulze-Vellinghausen (Kunstkritiker)
- Rudolf Schwarz (Architekt)
- Hann Trier (Maler)
- Albert Verbeek (Kunsthistoriker)
- Alex Voemel (Galerist)
- Karl vom Rath (Kunsthistoriker)
- Willi Weyres (Dombaumeister in Köln)

## Bedeutung
Die Donnerstag-Gesellschaft verstand sich nicht als klassische Künstlergemeinschaft, auch wenn sie die abstrakte moderne Kunst nach dem Kriegsende wiederbeleben wollte. Sie war für die Teilnehmer vor allem ein Forum der geistigen Orientierung und der kulturellen Auseinandersetzung. Die ganz unterschiedlichen Referenten, Darsteller und Diskutanten der Veranstaltungen versuchten, ein Wertefundament für die im nahen Bonn gestaltete Bundesrepublik zu finden. Die Notwendigkeit der Aufarbeitung der Zeit des Nationalsozialismus sowie der Aufbau der Demokratie auf Basis von Geisteswissenschaften und vielfältiger Kultur waren bestimmende Themen der Diskussionen. Darüber hinaus zählte die Initiative zu den frühesten Manifestationen der abstrakten Kunst nach 1945; die Ausstellung im Juli 1947 wird als erste Ausstellung abstrakter Kunst nach Ende des Zweiten Weltkrieges gewertet.
Im Jahr 2014 präsentierte das Haus der Alfterer Geschichte in Alfter eine Ausstellung zur Donnerstag-Gesellschaft.
Vom 23. Juni bis zum 14. Juli 2019 fand im Schloss Alfter unter dem Titel „Donnerstag-Gesellschaft 2.0“ eine Ausstellung mit Werken von Hubert Berke und seiner Tochter Eva Ohlow statt.